# Belgique aux Jeux olympiques d'hiver de 2002
La Belgique participe aux Jeux olympiques d'hiver de 2002 à Salt Lake City.

## Athlètes engagés
Six sportifs belges sont engagés dans trois disciplines : le patinage artistique, le patinage de vitesse et le patinage de vitesse sur piste courte.